# Al-Farghani
Abū al-ʿAbbās Aḥmad ibn Muḥammad ibn Kathīr al-Farghānī (cunoscut în Europa Occidentală și ca Alfraganus) a fost un astronom arab (sau persan), care a trăit în secolul al IX-lea.
Este considerat unul dintre cei mai valoroși astronomi din acest secol.
Un crater de pe Lună îi poartă numele, Alfraganus.